# Municipio de Rose Hill (condado de McHenry)
El municipio de Rose Hill (en inglés: Rose Hill Township) es un municipio ubicado en el condado de McHenry en el estado estadounidense de Dakota del Norte. En el año 2010 tenía una población de 18 habitantes y una densidad poblacional de 0,19 personas por km².

## Geografía
El municipio de Rose Hill se encuentra ubicado en las coordenadas 48°14′57″N 100°39′46″O / 48.24917, -100.66278. Según la Oficina del Censo de los Estados Unidos, el municipio tiene una superficie total de 93.07 km², de la cual 92,74 km² corresponden a tierra firme y (0,35 %) 0,33 km² es agua.

## Demografía
Según el censo de 2010, había 18 personas residiendo en el municipio de Rose Hill. La densidad de población era de 0,19 hab./km². De los 18 habitantes, el municipio de Rose Hill estaba compuesto por el 100 % blancos. Del total de la población el 0 % eran hispanos o latinos de cualquier raza.